# Friedrich Müller (General)

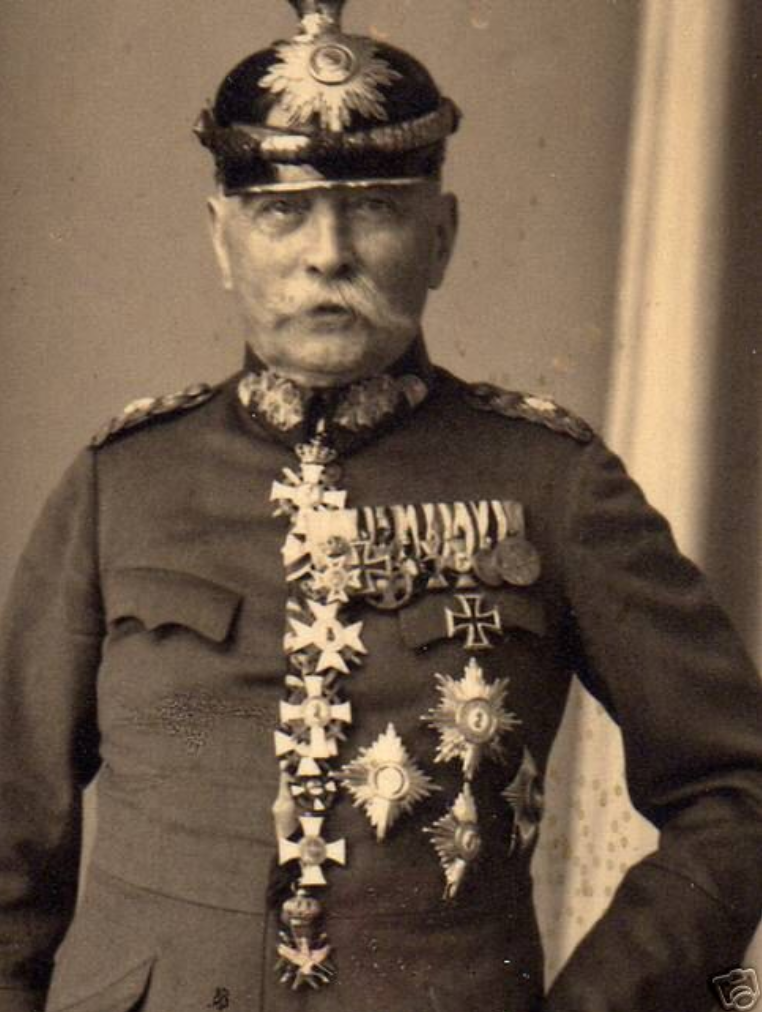
Friedrich Müller

Karl Joachim Friedrich Müller (* 30. September 1852 in Dresden; † 8. Januar 1943 in Radebeul) war ein sächsischer Generalleutnant.

## Leben
Müller entstammte der sächsischen Familie Müller und war Sohn des Gymnasialprofessors Carl August Müller und dessen Ehefrau Theodore, Tochter des evangelischen Pfarrers Joachim Leopold Haupt. Er heiratete am 27. September 1882 Molly Helene, Tochter des niederländischen Konsuls Gustav Kinder. Das Ehepaar hatte sechs Kinder. Der jüngste Sohn war der Historiker und Pfarrer Joachim Hermann Müller. Ein Bruder seiner Ehefrau war der sächsische Generalleutnant Gustav Kinder.  
Friedrich Müller trat 1871 in den Kadettenkorps der sächsischen Armee ein und wurde schon am 1. September 1871 als Fähnrich dem Schützen-(Füsilier-)Regiment „Prinz Georg“ (Königlich Sächsisches) Nr. 108 unter Kommandeur Oberst Ludwig von Hausen übergeben. Am 23. April 1872 avancierte er zum Leutnant und durchlief in den folgenden Jahren eine typische militärische Laufbahn, wonach er am 19. Dezember 1878 zum Oberleutnant in der 3. Kompanie des Regiments aufstieg. Er stieg am 20. April 1886 zum Hauptmann und Kompaniechef der 8. Kompanie im Infanterie-Regiment „König Wilhelm II. von Württemberg“ (6. Königlich Sächsisches) Nr. 105 in Straßburg auf und blieb die nächsten Jahre in dieser Eigenschaft. Nach Beförderung zum Major am 22. März 1894 wurde er Kommandeur des IV. Bataillons im 10. Infanterie-Regiment Nr. 134 und wechselte schon zwei Jahre später in gleicher Eigenschaft in das II. Bataillon des 8. Infanterie-Regiment „Prinz Johann Georg“ Nr. 107. Am 26. März 1899 erfolgte seine Beförderung zum Oberstleutnant und etatsmäßigen Stabsoffizier beim Regiment, wonach er schon am 23. März 1901 zum Oberst und Kommandeur des 15. Königlich Sächsischen Infanterie-Regiments Nr. 181 aufstieg. Nach einigen Jahren in dieser Position erfolgte am 23. September 1905 seine Beförderung zum Generalmajor und Kommandeur der 4. Infanterie-Brigade Nr. 48 in Leipzig. Unter Genehmigung seines Abschiedsgesuches wurde er am 15. November 1908 mit dem Charakter eines Generalleutnants zur Disposition gestellt. 
Nach Ausbruch des Ersten Weltkrieges wurde Generalleutnant Müller als z.D.-Offizier reaktiviert und zunächst als stellvertretender Inspekteur der Landwehr-Inspektion Chemnitz verwendet. Er wurde für seine Verdienste an der Westfront am 20. Mai 1916 mit dem Ritterkreuz des Militär-St.-Heinrichs-Ordens ausgezeichnet. Nachfolgend fungierte er als Kommandeur der 47.-Landwehr-Infanterie-Brigade und ab dem 7. Juni 1916 als Kommandeur der neu aufgestellten 47. Landwehr-Division (3. Königlich Sächsische).